# Украйна (ракетен крайцер, 1990)
Украйна (изначално „Комсомолец“, от 23 март 1985 г. до 20 март 1993 г. „Адмирал Флота Лобов“) е ракетен крайцер на украинския военноморски флот. Последен (четвърти) кораб от проекта 1164 „Атлант“. От 1990 г., след спускането си на вода, се намира на територията на корабостроителния завод „61 комунара“ в Николаев в недостроено състояние.

## Конструкция
От главния кораб на серията, крайцера „Москва“, крайцерът трябва да се отличава с изменен състав на радиоелектронното оборудване, конструкцията на комина и разположението на товароподемното и лодъчното устройства.

### Въоръжение
Корабът трябва да носи зенитно-ракетен комплекс със среден радиус на действие C-300Ф „Форт“, представляващ морския вариант на сухопътната система С-300П. Освен това на борда има 16 пускови установки за противокорабни ракети „Вулкан“ (самите ракети не са налични на кораба), 3 батареи шестцевни 30-мм автоматични оръдия АК-630 с ПУС „Вимпел“, 2 петтръбни торпедни апарата, 130-мм (АК-130) артилерийски системи на главния калибър и много друго. За разузнаване и корекция на огъня има вертолет.

## Строителство
Проектът за ракетния крайцер „Адмирал Флота Лобов“ е разработен от Северното конструкторско бюро в Ленинград.
През лятото на 1984 г. започва строителството на кораба в корабостроителния завод „61 комунара“ в Николаев по поръчка на Военноморския флот на СССР.
На 11 август 1990 г. крайцерът е спуснат на вода.
На 1 октомври 1993 г., при 75% готовност, крайцерът е изваден от състава на ВМФ на РФ и преминава в собственост на Украйна.
През 1994 г. за кораба е сформиран екипаж, но поради липса на финансиране, дострояването на крайцера е прекратено.
На 17 февруари 1998 г. Президентът на Украйна Л. Д. Кучма приема решение за дострояването на крайцера. Екипажът е сформиран и разпуснат за втори път, а крайцерът е построен до 95% готовност.
Екипажът се сформира и разформирова три пъти.
През август 2004 г. е разрешено посещаването на крайцера за екскурзионни посещения.
През 2010 година се водят преговори за продажбата на крайцера. По мнение на първия вицепрезидент на Асоциацията на корабостроителите в Украйна „Укрсудпром“, Виктор Лисицки, Украйна не може да снабди този крайцер с неговото щатно въоръжение заради подписани международни съглашения, и не се нуждае от него.
На среща между президентите на Украйна и Русия, на 17 май 2010 г. в Киев, държавните глави се договарят за дострояването на крайцера с помощта на руската страна.
На 26 юни 2010 г. командването на Военноморския флот на Русия заявява за възможност да купи крайцера за ВМФ на Русия.
През юли 2010 г. постановлението на Върховната Рада на Украйна за присвояване на името „Украйна“ на ракетния крайцер губи действие, за това гласуват 247 депутати на Върховната Рада от общо 428. Въпросът за продажбата на крайцера на Русия остава за разглеждане. Официалното име на кораба оттогава е „Корпус № 2011“.
През март 2011 г. министърът на отбраната на РФ Анатолий Сердюков заявява, че ракетния крайцер руската страна ще вземе само като подарък. Едва след това ще бъдат разглеждани различните варианти за участие на украински компании в дострояването на кораба. Към 2013 г. е достигнато съгласие за продажба с частичен ремонт в Украйна и въоръжаване в Русия.
През септември 2013 г. става известно, че представители на военнопромишлената комисия при Правителството на Русия са се договорили с ръководството на Украйна за покупката на недостроения крайцер за 1 милиард рубли.
На 17 март 2014 г., след смяната на властта в Украйна в резултат на Евромайдана, главата на Николаевска областна държавна администрация Николай Романчук заявява, че недостроеният ракетен крайцер, който вече от много години стои в Николаевския корабостроителен завод, е нужно незабавно да се продаде, без търсене на разрешение от Русия. По негово мнение, понастоящем държавата няма средства да довърши крайцера, и едва ли такива ще се появят в близко време. А издръжката на кораба струва на бюджета над 6 милиона гривни на месец.
По състояние към 10 септември 2015 г., крайцерът се планира да се обяви за продажба.
Президентът на Украйна подписва указ за демилитаризацията на недостроения ракетен крайцер „Украйна“, който се намира в акваторията на Николаевския завод и последващата му продажба за скрап. Такава информация на митинга на работниците на завода от 24 март 2017 г. съобщава първият заместник-председател на Николаевската областна администрация Вячеслав Бон.
На 5 декември 2017 г. Министерството на отбраната на Украйна, с писмо № 220/8483, съобщава, че се отказва от ракетния крайцер „Украйна“, който след спускането си на вода четвърт век престоява на стадий с готовност 95 процента. Такава е информацията, съдържаща се в писмото на институцията изпратено на концерна „Укроборонпром“. Дострояването на съда в Министерството е преценено за нецелесъобразно поради остарялото въоръжение.
Концернът подчертава, че крайното решение за това, нужен ли е на Украйна крайцер, или не, трябва колкото се може по-скоро да се вземе от кабинета на министрите. В „Укроборонпром“ добавят, че са готови да достроят кораба, обаче за тази цел е необходимо да се заложат средства в бюджета за отбрана за 2018 г. Възможни са и други решения – да се продаде корабът, да се отделят средства на неговата по-нататъшна издръжка на причала или правителството да предложи собствени решения.
През 2017 г. президентът на Украйна Петро Порошенко приема решение за демонтаж на оборудването и продажбата на недостроения крайцер за скрап.
През 2023 г. министърът на отбраната на Украйна Олексий Резников заявява, че по-скоро от крайцера ще се направи музей.